# Villavendimio
Villavendimio – gmina w Hiszpanii, w prowincji Zamora, w Kastylii i León, o powierzchni 15,62 km². W 2011 roku gmina liczyła 177 mieszkańców.